# Scilla nervosa
Scilla nervosa là một loài thực vật có hoa trong họ Măng tây. Loài này được Jessop miêu tả khoa học đầu tiên.